# Telesto (luna)
Telesto   (grško Τελεστώ: Telestó) je Saturnov notranji pravilni naravni satelit. Nahaja se v Lagrangeevi točki L4, ki se nahaja 60º pred luno Tetis, torej je Telesta Trojenec lune Tetida. V Lagrangeevi točki L5 se nahaja drugi Trojanec, to je luna Kalipso.

## Odkritje in imenovanje
Luno Telesto so odkrili Smith, Reitsema, Larson in Fountain v letu 1980 z opazovanji z zemeljskega površja. Prvotno so jo označili z začasnim imenom S/1980 S 13. V naslednjih mesecih so na tem področju še večkrat zaznali neznano nebesno telo, ki so mu dali začasna imenaS/1980 S 24 S/1980 S 33, and S/1981 S 1..
Uradno ime je dobila leta 1983 po Telesti (hčerki Okeana in Tetide ) iz grške mitologije.

## Lastnosti
Telesta ima precej nepravilno obliko z merami 29 × 22 × 20 km. Poprečna gostota je okoli 1,0 g/cm3, kar kaže na to, da je luna sestavljena v glavnem iz vodnega ledu. Ima visok albedo (okoli 0,994), njena površina je zelo svetla. 

## Površina
Površina lune Teleste je zelo gladka. Jasno je viden samo en krater.